# Hrabstwo Graham (Arizona)

Piramida wieku hrabstwa

Hrabstwo Graham – hrabstwo w USA, w południowo-wschodniej części stanu Arizona. W roku 2023 liczba mieszkańców wyniosła 39,5 tys.. Stolicą jest Safford (10,3 tys. mieszkańców). Znajduje się tutaj Rezerwat Indian San Carlos.

## Historia
Hrabstwo Graham powstało w 1881 roku poprzez sececję z południowej części Apache i wschodniej Pinal.

## Geografia
Całkowita powierzchnia: 12 020 km². Z tego 11 990 km² stanowi ląd, a 31 km² (0,25%) woda. Znajduje się tu kilka łańcuchów górskich m.in. Pinaleno.

### Sąsiednie hrabstwa
- hrabstwo Cochise – południe
- hrabstwo Pima – południowy zachód
- hrabstwo Pinal – zachód
- hrabstwo Gila – północny zachód
- hrabstwo Navajo – północ
- hrabstwo Apache – północ
- hrabstwo Greenlee – wschód

### Miasta
- Pima
- Safford
- Thatcher

### CDP
- Bryce
- Bylas
- Central
- Cactus Flats
- San Jose
- Solomon
- Swift Trail Junction
- Fort Thomas

## Demografia
- biali nielatynoscy – 51,4%
- Latynosi – 33,5%
- rdzenna ludność Ameryki – 13%
- rasy mieszanej – 2,1%
- czarni lub Afroamerykanie – 1,7%
- Azjaci – 0,8%[2].

## Religia
W 2020 roku hrabstwo ma najwyższy odsetek mormonów w stanie Arizona, gdzie 30,7% populacji jest członkami społeczności mormońskiej. Kościół katolicki z 4 kościołami, obejmuje 5,3% populacji i jest drugim co do wielkości związkiem wyznaniowym. 
Protestantyzm w hrabstwie Graham obejmuje około 10% populacji z różnych wyznań. Do największych grup należą: zbory bezdenominacyjne (5,3%), Kościół Ewangelicko-Luterański Synodu Wisconsin (0,86%), Zjednoczony Kościół Metodystyczny (0,72%) i Południowa Konwencja Baptystów (0,55%).
Inne odnotowane grupy, to: świadkowie Jehowy (0,7%), czy bahaiści (0,07%). Oraz grupy, które nie udostępniły swoich danych statystycznych, jak: Kościół Jezusa Chrystusa (Bickertonite) (1 zbór) i Zjednoczony Kościół Zielonoświątkowy (1 zbór).

## Polityka
Hrabstwo jest silnie republikańskie, gdzie w wyborach prezydenckich w 2020 roku, 71,7% głosów otrzymał Donald Trump i 26,9% przypadło dla Joe Bidena.